# 醫療輔助隊
醫療輔助隊（英語：Auxiliary Medical Service，縮寫：AMS）是香港特別行政區政府保安局轄下的輔助部隊之一，專責支援衞生署、醫院管理局及消防處，為香港提供緊急救護、非緊急救護運送及衛生服務。其宗旨是提供最高效率和成效的醫療服務，增強常規醫療衛生服務。衛生署署長需兼任醫療輔助隊總監，現任由林文健醫生出任，總參事為黃英強，領導4,931名成員。

## 徽章
由1950年成立起，醫療輔助隊使用上方有代表伊利沙伯二世的女皇皇冠的徽章，中央以藍底色配上輔助隊的縮寫AMS，下方加上HONG KONG一字。香港主權移交以後，徽章作出更改，皇冠以香港特別行政區區徽取代，下方樣式與警察徽章相同，以嘉禾包圍標誌，中央以中文加上醫療輔助隊五字。

## 宗旨
是顧及內部保安的考慮因素，輔助現有的醫療及衞生服務，以維持香港的醫護服務和保障社會安寧，特別是在發生緊急事故期間。 
平時則為政府各部門及外界機構提供輔助志願醫療服務。此外，醫療輔助隊亦為紀律部隊人員及其他合適的公務員提供輔助醫療訓練，藉此提高他們的行動效率及成效。

## 歷史
醫療輔助隊於1950年按《基要服務團條例》成立，在1953年石硤尾大火、1962年颱風溫黛、1972年六一八雨災、1996年嘉利大廈五級火警、1999年香港國際機場中華航空642號班機、2003年SARS事件中發揮了其重要的角色地位。醫療輔助隊於1983年脫離衛生署，成為一個獨立部門，隸屬於保安局。而在1997年主權移交前夕，醫療輔助隊改由新訂立的法例規範，不再屬「基要服務團」之列。

### 歷任首長
- 醫療輔助隊總監（Unit Controller，1982年改名為Commissioner）
  - 楊國璋（1952年—1958年）
  - 麥敬時（David James Masterton Mackenzie，1958年—1963年）
  - 鄧炳輝（1963年—1970年）
  - 蔡永業（1970年—1976年）
  - 唐嘉良（1976年—1989年）
  - 李紹鴻教授，SBS，ISO，JP（1989年4月1日—1994年）
  - 陳馮富珍，OBE，JP，FRCP，FFPHM（1994年6月—2003年8月20日）
  - 林秉恩 ，SBS，JP（2003年8月21日—2012年6月12日）
  - 陳漢儀，SBS，JP（2012年6月13日— 2021年9月20日）
  - 林文健，JP（2021年9月21日－   ）
- 醫療輔助隊總參事（Chief Staff Officer，醫療輔助隊公務員編制之首）
  - 鄧鼐斌
  - 駱湛才（1994年—2001年6月22日）
  - 陸偉洪（署理，2001年6月23日—2002年2月17日）
  - 陳耀榮（2002年2月18日—2012年9月）
  - 許偉光（2012年9月24日—2019年6月14日）
  - 黃英強（2019年6月15日—）

## 縱隊組織
醫療輔助隊主要分為以下六個縱隊﹕
- 總部縱隊（HQ Column）
- 行動翼（一）（Ops. Wing 1）
- 行動翼（二）（Ops. Wing 2）

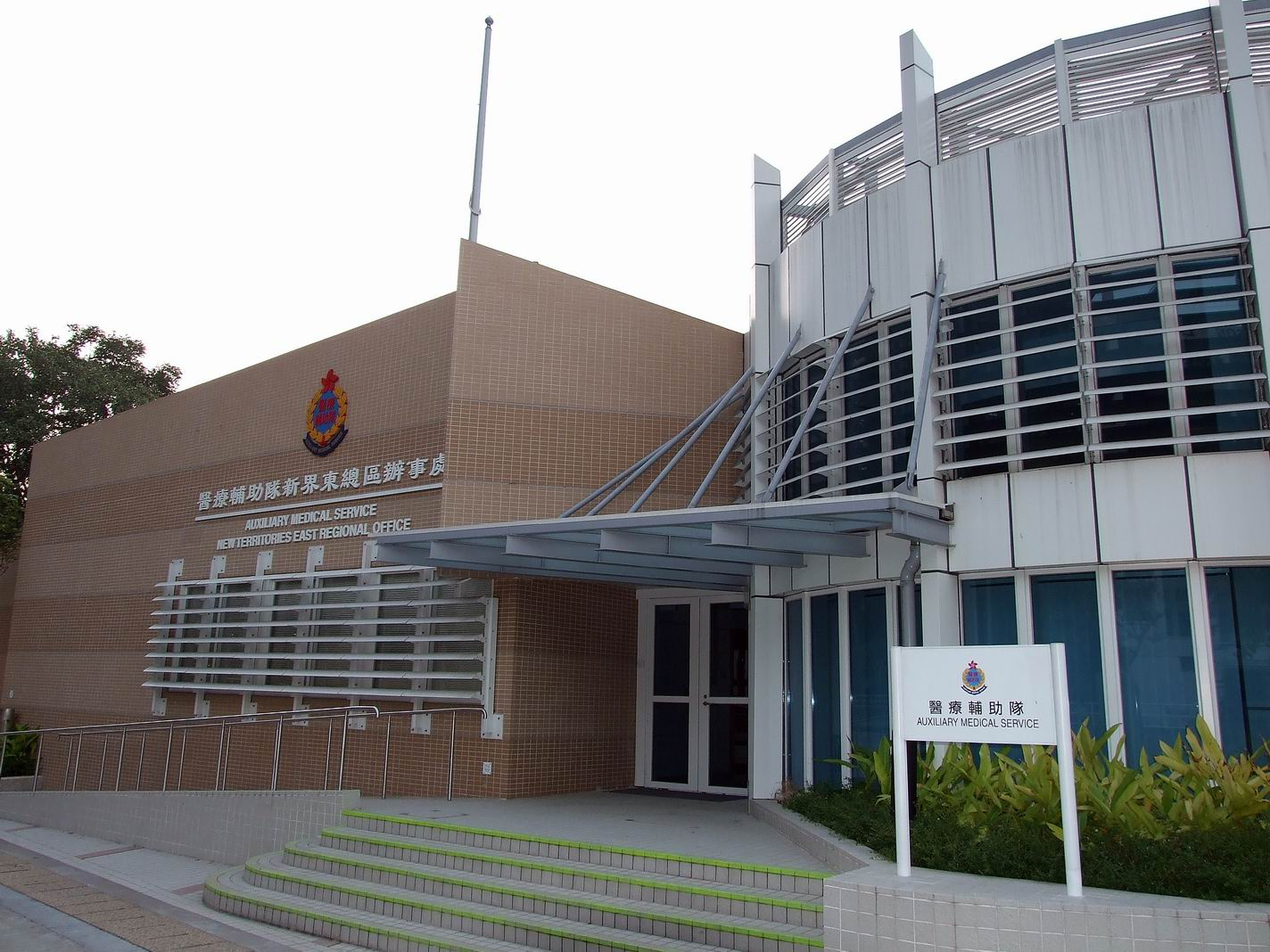
位於大圍的新界東總區辦事處

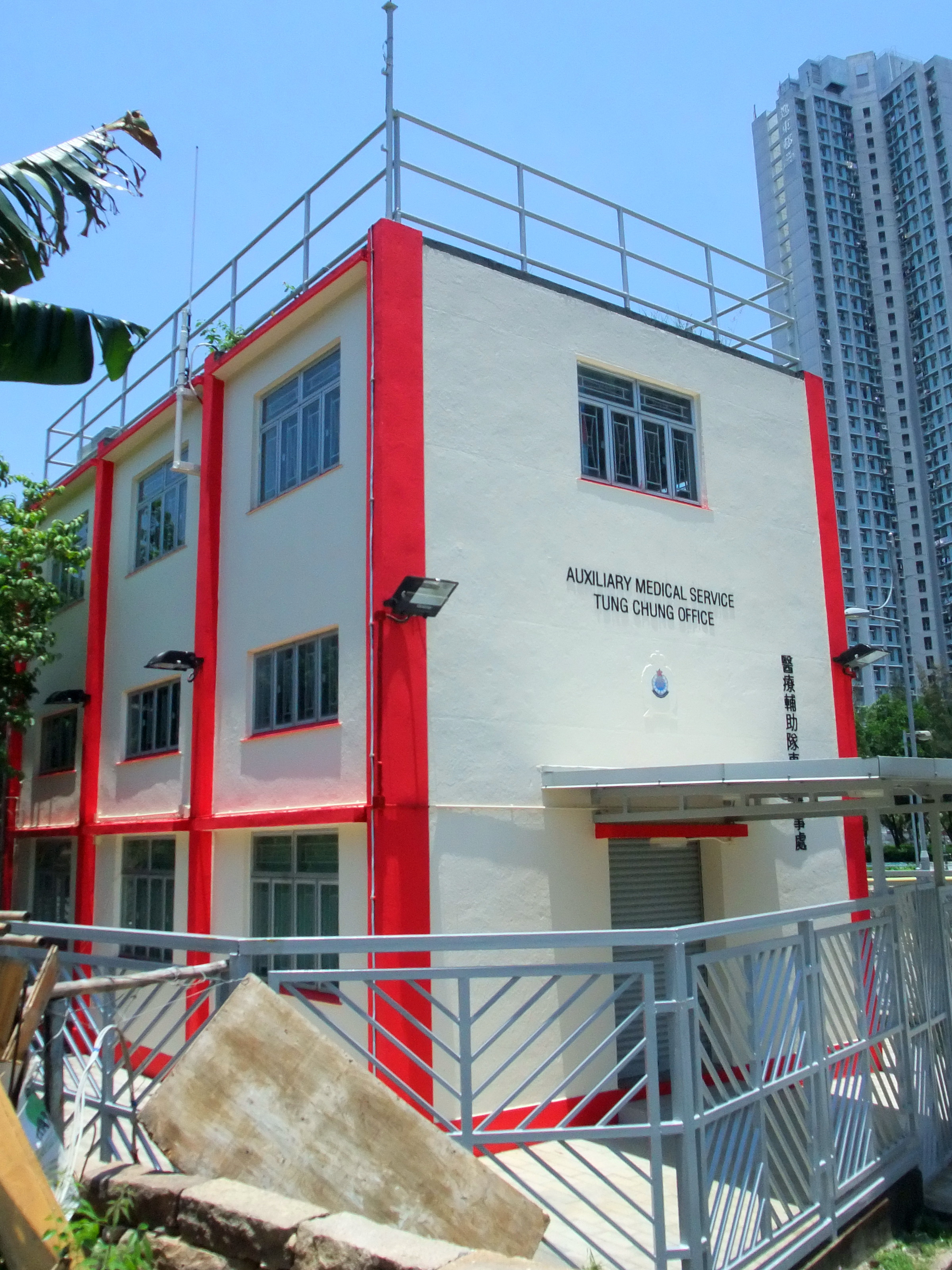
醫療輔助隊東涌辦事處

- 訓練及發展縱隊（Traning & Development Column）
- 醫療及輔助醫療縱隊（Medical & Paramedic Column）
- 後勤及支援縱隊（Logistics & Support Column）

總部縱隊主要由醫療輔助隊的公務員編制人員組成。
行動翼負責前線工作，大部分的急救當値和特別服務由此翼人員負責。總部縱隊等四個縱隊主要提供後勤支援，在一些特別的大型活動或事故（例如渣打馬拉松、奧運馬術）亦會提供人手，協助前線工作。
行動翼成員是前線的志願隊員，大部分隊員都隸屬行動翼。行動翼分為一、二，統籌5個總區。毎個總區再按位處的香港行政區劃分區隊，區隊由一名高五級長官的區指揮帶領。
- 行動翼（一）：香港總區、九龍東總區、九龍西總區
- 行動翼（二）：新界西總區、新界東總區

訓練及發展縱隊（Training and Development Column）負責提供訓練和發展策劃予隊員，分為發展科及訓練科；訓練科又名訓練學校（Training Institute, TI），負責為新隊員提供急救、步操、傷者撤運和感染控制等訓練。
醫療及輔助醫療縱隊轄下有衞生防護課（HPU）、應急特遣隊和後備人員科。其組員主要有專業醫生、護士和受過專業訓練的人員。在大型事故發生時，轄下的應急特遣隊會提供受過專業訓練的隊員，支援及協助前線工作。
後勤及支援縱隊主要為前線工作提供支援的角色，例如物資和隊員的運送、隊員的福利事宜等工作。醫療輔助隊的公共關係事宜亦由該縱隊轄下公共關係及教育組負責。除此之外，醫療輔助隊樂隊亦由該縱隊管理。

## 車輛

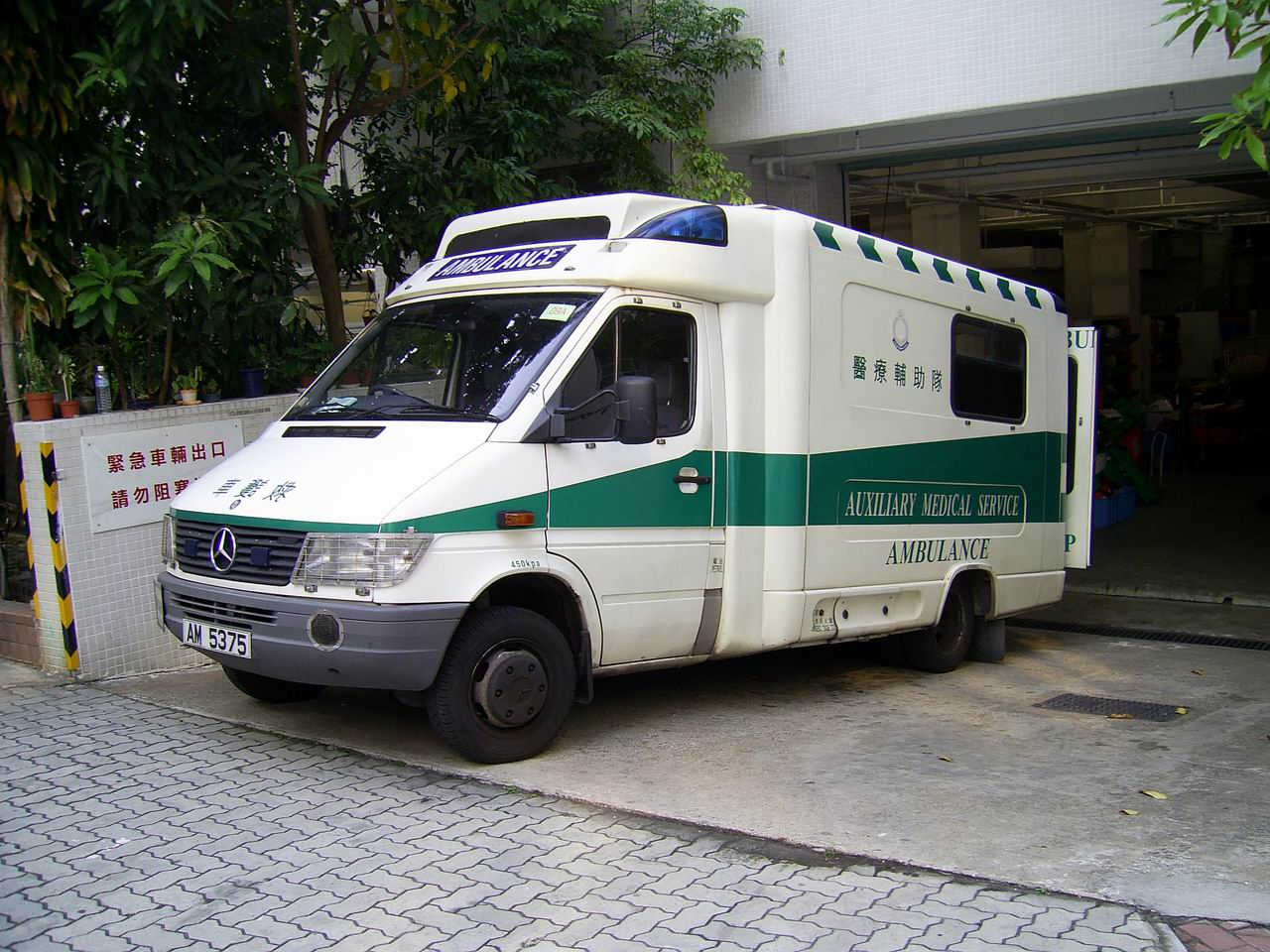
救護車（已退役）
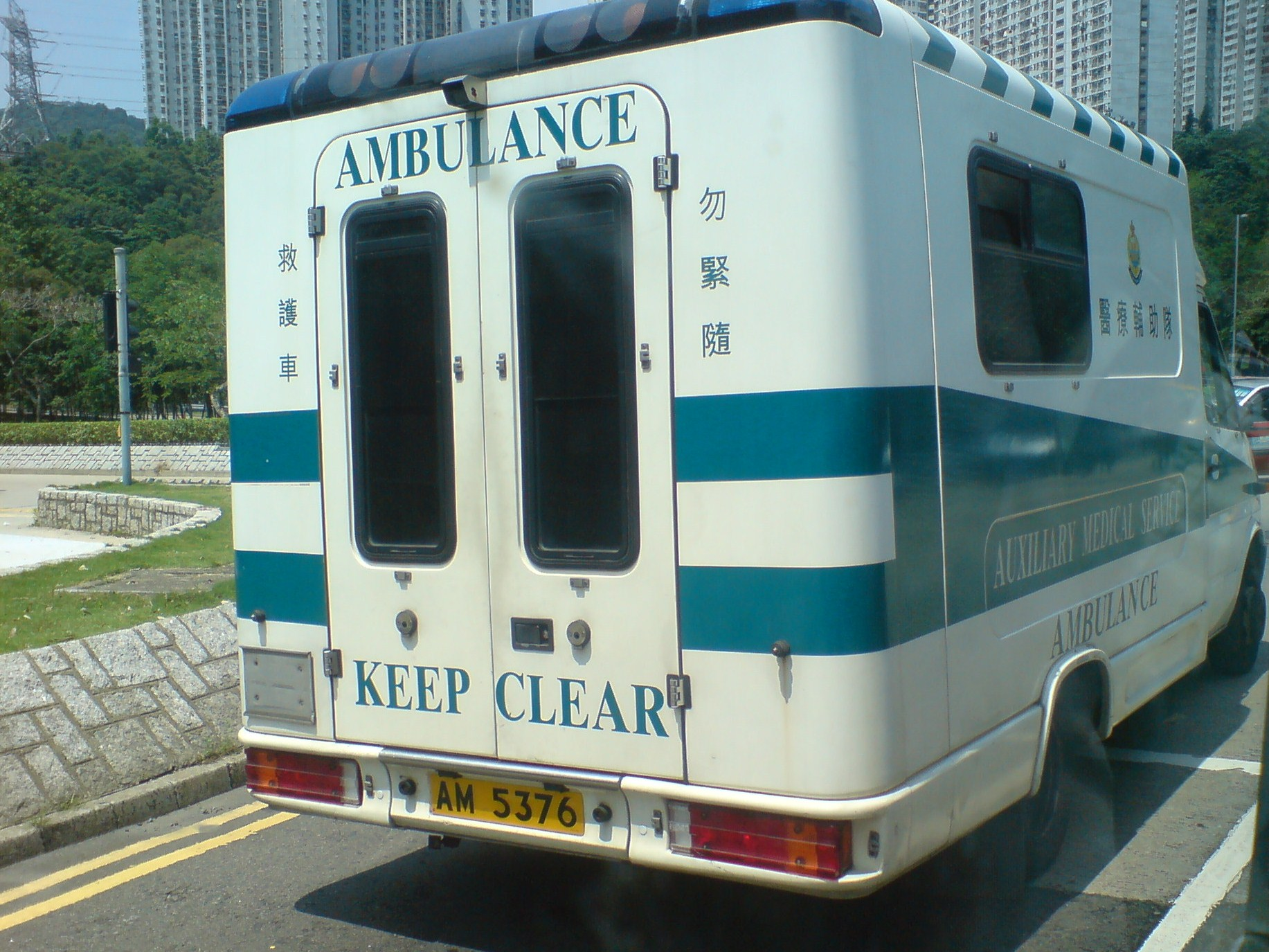
救護車（已退役）
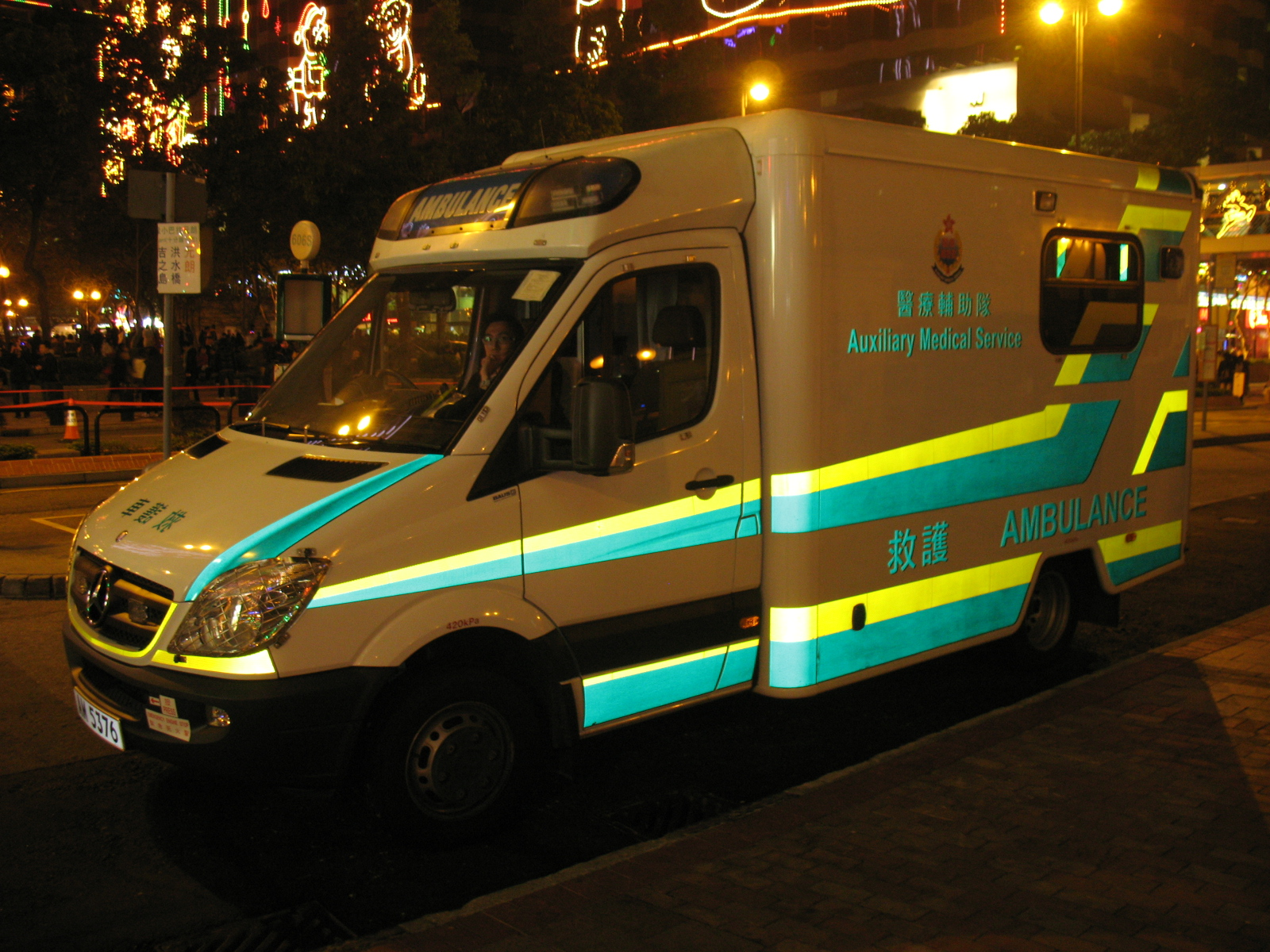
救護車（現役）
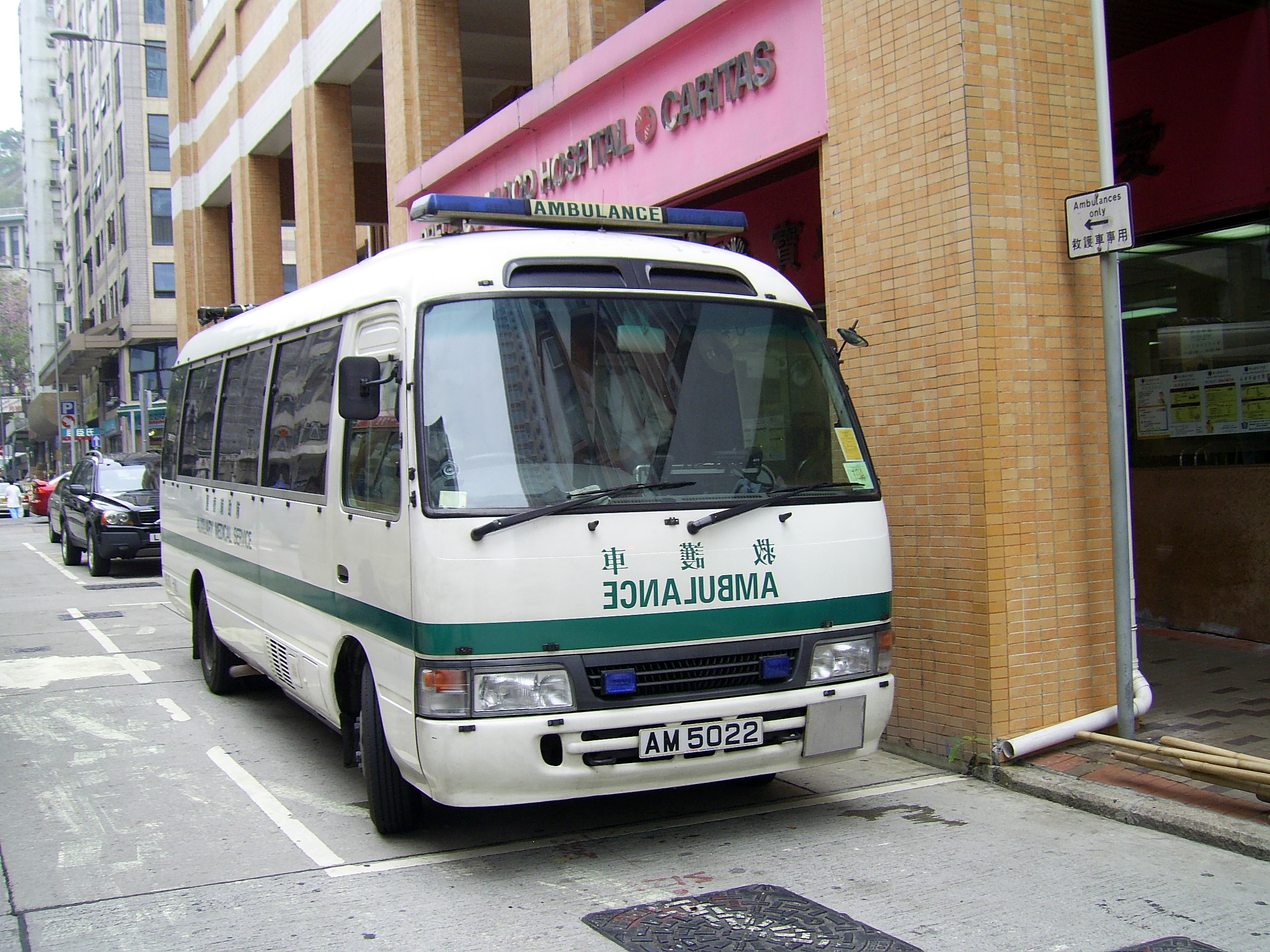
救護車（現役）
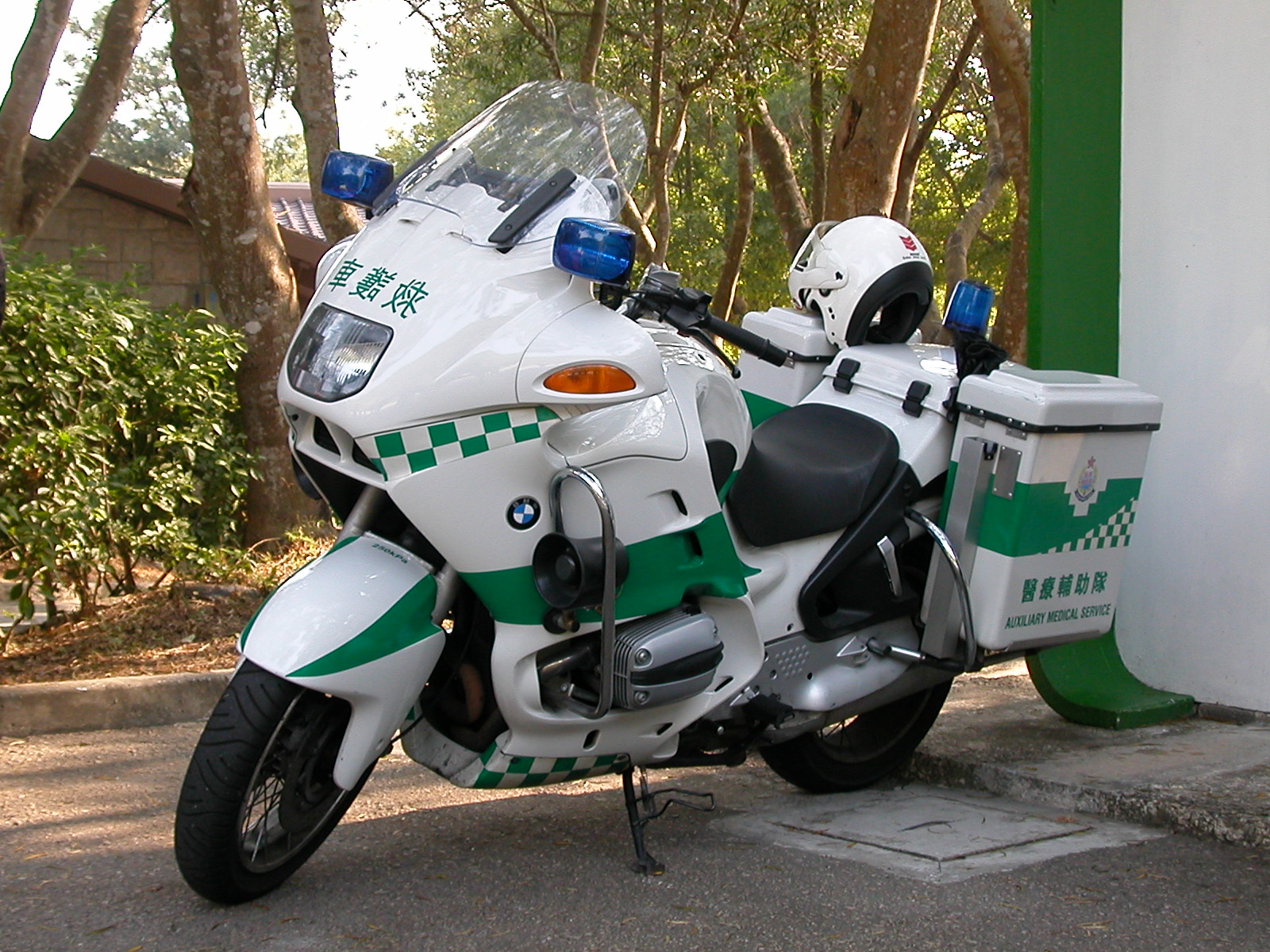
救護電單車（已退役）
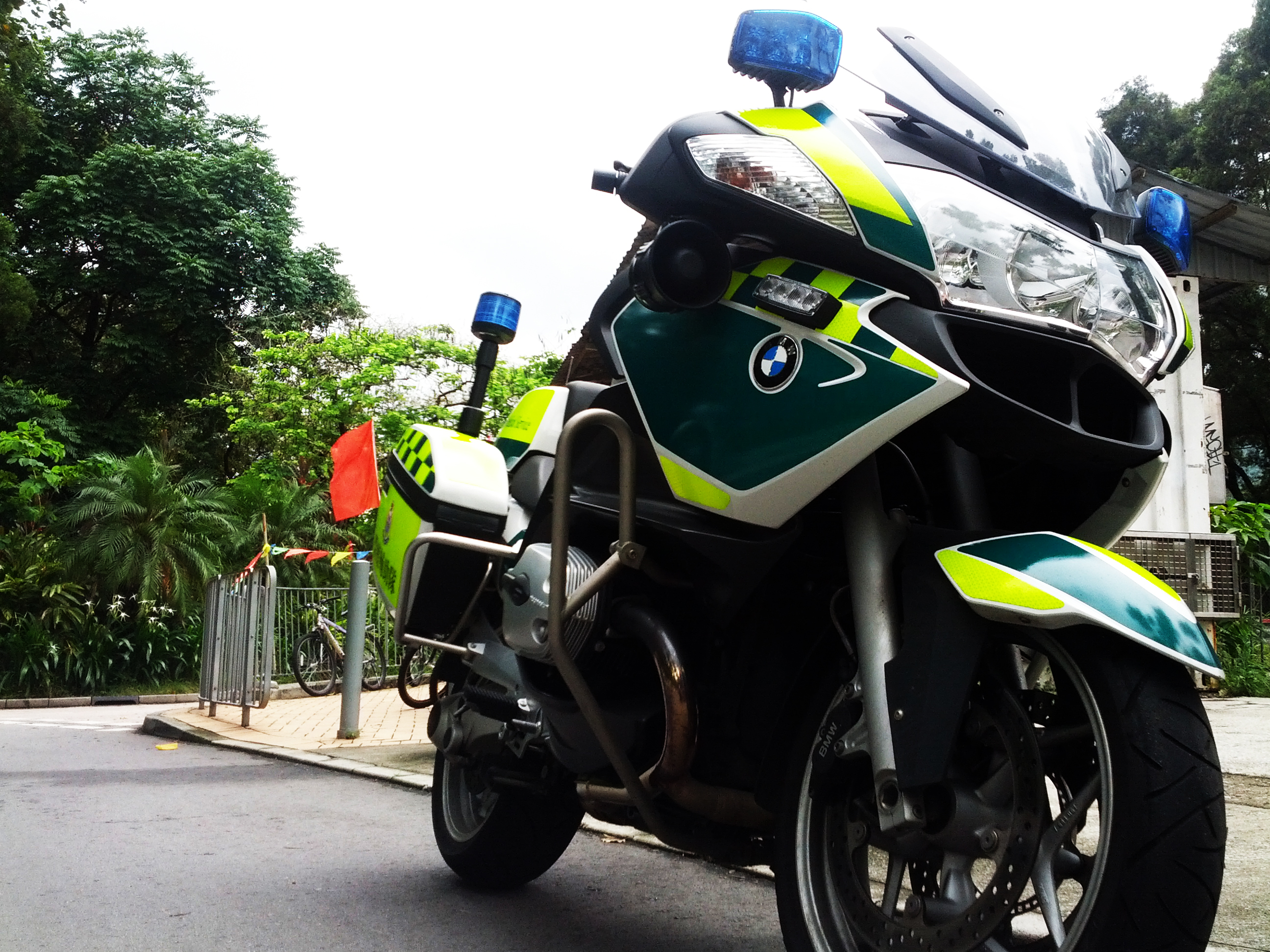
救護電單車（現役）

## 急救單車隊
急救單車隊（英文：First Aid Bicycle Team）於2002年成立，初時是醫療輔助隊義工團計劃的主要服務之一，現由各縱隊內自願參與的隊員所組成。急救單車隊主要在週六、日及公眾假期為沙田至馬鞍山、大埔及上水，及天水圍至屯門的單車徑使用者提供急救服務。由於這些單車徑經常發生單車交通意外，而礙於單車徑的環境關係，機動救護車輛難以即時到達現場，配備輕巧急救工具的急救單車可以其機動性，快速進入現場提供急救以至先遣救護服務。其後因管理不善而大幅削減當值人數及裝備。

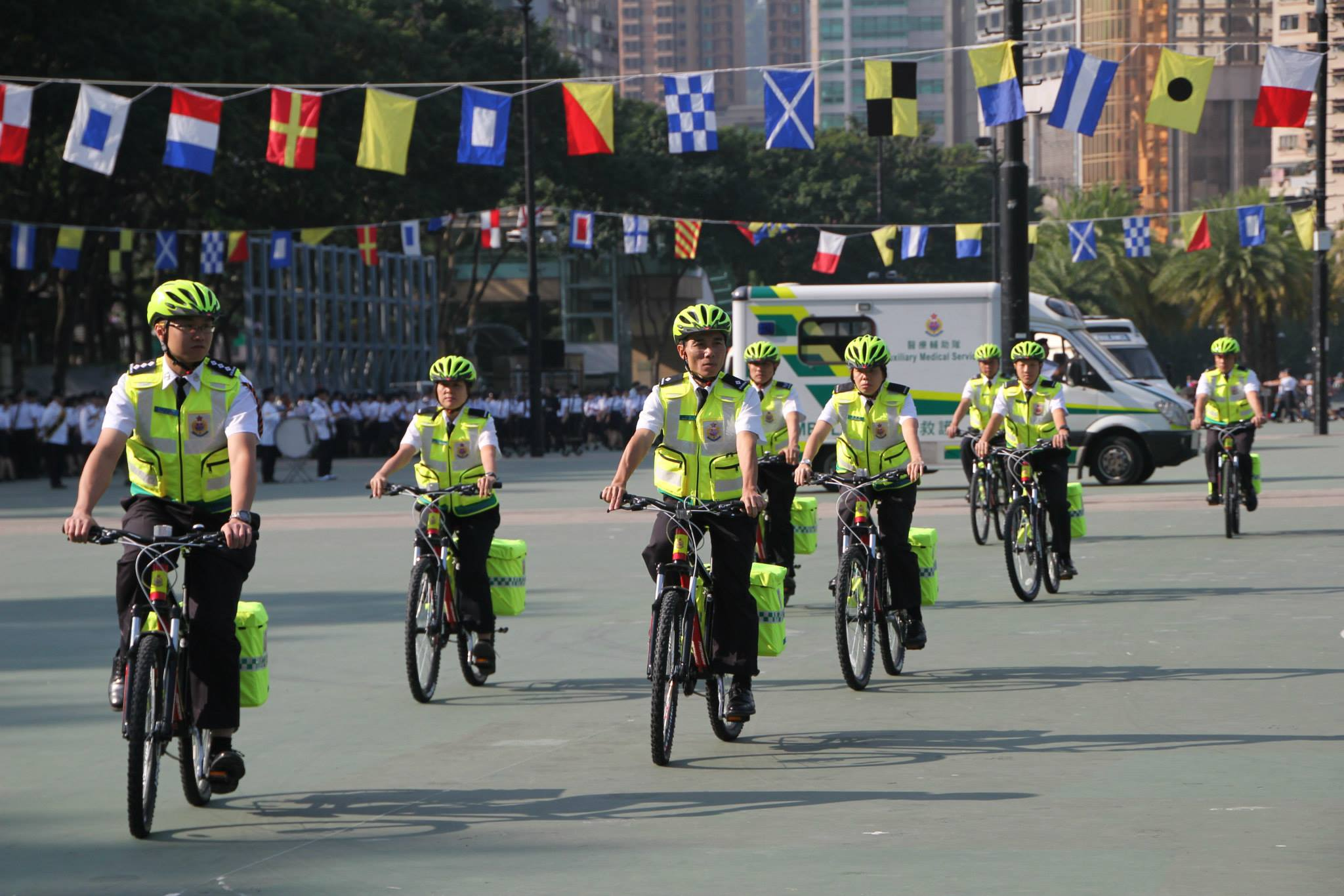
單車隊隊員
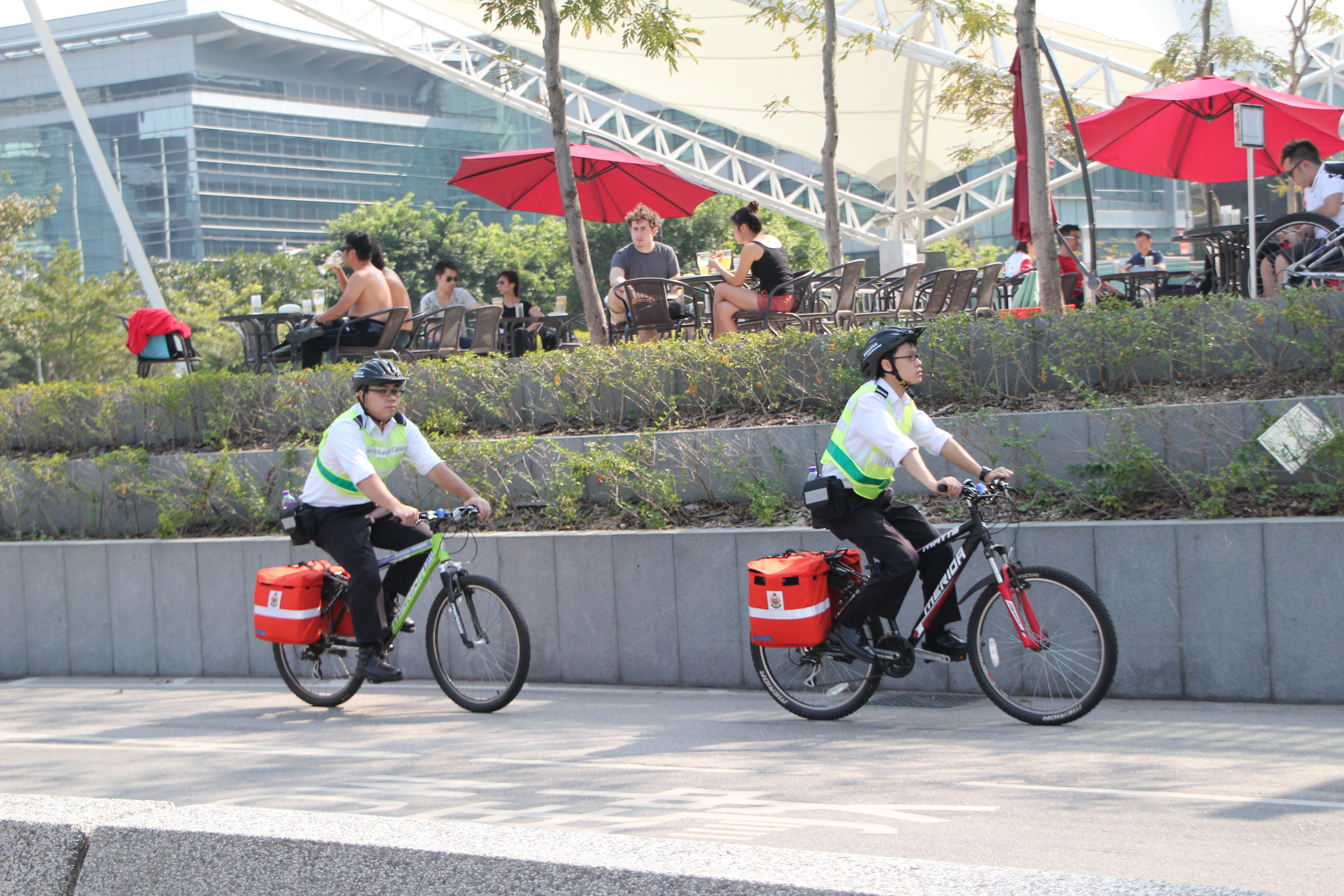
值勤中的單車隊隊員

## 長期服務獎章
在香港授勳及嘉獎制度下，品格優良且表現良好的醫療輔助隊長官及隊員，在服務滿15年後可獲頒長期服務獎章。此後服務滿20年、25年、30年，則可分別獲頒第一至第三加敘勳扣。在服務滿第35年，則可獲獲頒長期服務金章。 在1997年主權移交以前，醫療輔助隊長官及隊員則可獲頒民防部隊長期服務獎章。
| 中文名稱                           | 英文名稱                                                  | 綬帶 |
| ---------------------------------- | --------------------------------------------------------- | ---- |
| 醫療輔助事務長期服務獎章－金章     | Auxiliary Medical Service Long Service Medal - Gold Medal |      |
| 醫療輔助事務長期服務獎章及加敘勳扣 | Auxiliary Medical Service Long Service Medal and Clasps   |      |
| 民防部隊長期服務獎章               | Civil Defence Long Service Medal (CDM)                    |      |

## 爭議事件

### 2009年
- 2009年醫療輔助隊於衞生署診所為小童注射肺炎球菌疫苗，技巧不熟練，注射技巧欠佳，亦因錯誤派發退燒藥被指專業失德

### 2011年
- 2011 醫療輔助隊一名女學員，在何文田總部更衣室更換制服時，疑病發昏迷，其後始被學員發現，可惜送院搶救後不治

### 2012年
2012 馬拉松輪椅運送無呼吸脈搏傷者, 推至急救站後始開始CPR，送院不治。

### 2013年
- 2013 馬拉松醫療輔助隊為心膊驟停病人使用AED時貼錯心臟去纖顫機電極貼片， 左右倒轉，及後送院不治。

### 2014年
- 2014 佔中當值期間意外將一名被送院警員由救護車擔架跌下：傷者由救護車上連同輪床跌到地上。

### 2015年
- 2015 渣打馬拉松10公里賽事24歲見習工程師吳卓諭參加渣打馬拉松10公里賽倒地昏迷, 醫療輔助隊救護車不敷使用須由消防處救護車送院, 2018年遺產管理人入稟控告包括醫療輔助隊當日在場提供緊急醫療、急救和救護車服務上的疏忽導致死亡。

- 2015 醫療輔助隊政府小巴於大埔廣福邨附近單車徑與單車碰撞，一名長者昏迷送院不治。

### 2016年
- 2016 醫療輔助隊少年團成員跳樓身亡

### 2017年
- 2017 三項鐵人賽失救事件：傷者遇溺被救生員送上岸後由醫療輔助隊人員接手，但未有即時施行心肺復甦法及進行體外心臟去纖電擊反而量度血壓，上岸超過15分鐘未有任何BLS施行，及後送院不治。

- 一名負責駕駛非緊急救護車的政府司機疑不滿上司對其工作表現負評，於工作期間於醫療輔助隊總部內企圖跳樓自殺，由救護員救出送院。[13]

### 2018年
- 2018 馬拉松蓋殮患者：救護車去錯地方，26分鐘未有車送院，醫療輔助隊人員到場未有翻起傷者檢查只蓋上毛氈，15分鐘後翻起才發現無呼吸脈搏及後送院不治。

### 2020年
- 於2019冠状病毒病疫情爆發期間被指未能提供足夠個人保護裝備予前線隊員使用。
- 2020 一名女子入稟區域法院，聲稱2017年農曆年三十年宵市集舉行期間，在維多利亞公園遭3人襲擊，救護車未能於合理時間內到場，故向施襲3人、警務處長及醫療輔助隊總監索償，同時指控警務處及醫療輔助隊疏忽失職。

- 於2019冠状病毒病疫情爆發期間檢疫中心當值的醫療輔助隊成員，被指要求降低保護裝備。醫療輔助隊發出內部通告，指根據衞生署指引，隊員除非進行霧化醫護程序，否則不需佩戴N95口罩。隊員值勤期間 需近距離接觸檢疫人士探熱及運送物資，以往均可佩戴N95口罩，質疑政府是因N95缺貨，調低保護裝備標準。

- 於2019冠状病毒病疫情爆發期間醫療輔助隊離島區定期訓練，上午訓練期間多人切蛋糕慶生，違反部門禁止訓練期間舉辦慶祝活動指令更莫視公共衛生及傳染病風險。

- 於2019冠状病毒病疫情爆發期間疑未有將受污染反光衣收集處設於人流密集的控制室門外，更未有妥善遮好，有違感染控制守則。 [21]

## 軼事
由於醫療輔助隊制服與消防處救護員、保安等制服極為相似。常常被市民當作其他部門或部隊。
另外，基於工作性質問題，都常常被市民當作香港聖約翰救傷隊。

## 外部連結
- 香港特別行政區政府 醫療輔助隊 （页面存档备份，存于）
- 香港紀律部門 （英文）
- 醫療輔助隊（非官方）討論區